# David Scheidemann
David Scheidemann (1570 - 1625) fue un compositor y organista alemán.
David Scheidemann fue organista en Wöhrden, Schleswig-Holstein y, desde el 1604, en la Iglesia de Santa Catalina, Hamburgo.
Fue el padre del mucho más famoso organista Heinrich Scheidemann (1596 - 1663), y probablemente le dio sus primeras lecciones de órgano. Armonizó en cuatro partes las melodías del libro de canto de Martín Lutero, publicándose con el título de Melodeyen Gesangbuch darinn D. Luthers und ander Christen gebreuchlichsten Gesenge (Hamburgo, 1604).